# Кандинский, Алексей Иванович
Алексей Иванович Канди́нский (24 февраля 1918, Москва — 4 октября 2000, Москва) — советский и российский музыковед

, преподаватель, автор многочисленных трудов по истории русской музыки. Профессор Московской консерватории. Заслуженный деятель искусств РСФСР (1969).

## Биография
Родился в семье врача.
Учился в Музыкальном училище им. М. М. Ипполитова-Иванова (1935—1939).
Участник Великой Отечественной войны.
После окончания в 1948 году Московской консерватории и аспирантуры (1950), с 1950 года преподавал в консерватории — заведующий кафедрой истории музыки народов СССР (1960—1991), профессор с 1974 года. Специализировался на истории русской музыки XIX — начала XX веков.
Похоронен в Москве на Даниловском кладбище.

## Сочинения
Автор статей по истории музыки, методических пособий, учебников.
- Симфонические произведения М. А. Балакирева. — М.; Л., 1950
- История русской музыки: Т. 2: Вторая половина XIX века: Кн. 2: Н. А. Римский-Корсаков. — М., 1979.

## Награды
- Орден «За заслуги перед Отечеством» IV степени (17 июня 1999 года) — за заслуги перед государством, большой вклад в укрепление дружбы и сотрудничества между народами, многолетнюю плодотворную деятельность в области культуры и искусства[3].
- Орден Отечественной войны I степени.
- Орден Красной Звезды.
- Медаль «За взятие Берлина»
- Медаль «За освобождение Варшавы»
- Заслуженный деятель искусств РСФСР (31 января 1969 года) — за заслуги в области советского музыкального искусства[4].